# Región de Litoral-Carniola Interior
La región de Litoral-Carniola Interior (en esloveno Notranjsko-kraška regija) es una de las doce regiones estadísticas en las que se subdivide Eslovenia. En diciembre de 2005, contaba con una población de 51.173 habitantes.
Se compone de los siguientes municipios:
- Bloke (capital: Nova Vas)
- Municipio de Cerknica (capital: Cerknica)
- Municipio de Ilirska Bistrica (capital: Ilirska Bistrica)
- Loška Dolina (capital: Stari Trg pri Ložu)
- Municipio de Pivka (capital: Pivka)
- Municipio de Postojna (capital: Postojna)